# Скотт, Брейди
Брейди Кэнфилд Скотт (англ. Brady Canfield Scott; род. 30 июня 1999, Петалума, Калифорния) — американский футболист, вратарь клуба «Лос-Анджелес Гэлакси». Победитель молодёжного чемпионата КОНКАКАФ 2018 года.

## Клубная карьера
Начинал заниматься футболом в шесть лет в Калифорнии. На детском и юношеском уровне выступал за команды «Марин» и «Сонома Каунти Эллайнс», после чего перешёл в «Де Анса Форс». Проходил стажировки в нидерландском «Витессе» и английском «Вест Хэм Юнайтед». Летом 2017 перешёл в немецкий «Кёльн», где начал выступать за юношескую и вторую команду клуба. В юношеской Бундеслиге дебютировал 9 сентября в игре со сверстниками из «Дуйсбурга». Встреча завершилась нулевой ничьей. В общей сложности провёл три матча, в которых пропустил три гола.
В августе 2017 начал играть за вторую команду «Кёльна», выступающую в региональной лиге «Запад». Дебютировал в её составе 20 августа в игре с «Рот-Вайссом» из Эссена. К 10-й минуте в сетке его ворот побывало два мяча, а в середине второго тайма соперник забил третий, установив окончательный счёт.
Вернулся в США, подписав контракт с клубом MLS «Нэшвилл» 17 августа 2020 года.
25 августа 2020 года был отдан в аренду клубу Чемпионшипа ЮСЛ «Сакраменто Рипаблик» на оставшуюся часть сезона 2020. За «Сакраменто» дебютировал 20 сентября 2020 года в матче против «Такома Дифайенс», выйдя в стартовом составе и пропустив три мяча.
Был выбран клубом «Остин» на драфте расширения MLS 15 декабря 2020 года.
14 мая 2021 года отправился в аренду в клуб Чемпионшипа ЮСЛ «Мемфис 901» на весь сезон 2021. За «Мемфис» дебютировал 19 июня 2021 года в матче против «ОКС Энерджи».
По окончании сезона 2021 «Остин» не стал продлевать контракт с ним.
23 декабря 2021 года во втором этапе драфта возвращений MLS был выбран «Коламбус Крю». 13 января 2022 года подписал с клубом контракт на сезон 2022 с опциями продления на сезоны 2023 и 2024. По окончании сезона 2022 опция продления контракта была задействована. По окончании сезона 2023 опция продления контракта была отклонена.
8 марта 2024 года подписал контракт с «Лос-Анджелес Гэлакси» на один год до конца сезона 2024 с двумя опциями продления до конца сезона 2026.

## Карьера в сборной
Скотт выступал за юношеские команды Соединённых Штатов различных возрастов. В составе сборной до 20 лет принимал участие в молодёжном чемпионате мира 2017 года в Южной Корее. Брейди числился третьим вратарём и на турнире не сыграл ни одного матча.
В следующем году был уже основным голкипером на чемпионате КОНКАКАФ, проходившем в США. В первом матче турнира американцы разгромили Пуэрто-Рико со счётом 7:1. На 33-й минуте Скотт пропустил первый из двух своих мячей на чемпионате. Брейди провёл все 6 матчей на турнире и пропустил 2 мяча. Сборная дошла до финала, в котором со счётом 2:0 обыграла Мексику и стала чемпионом КОНКАКАФ среди молодёжи. Скотт был признан лучшим вратарём чемпионата, получив «Золотую перчатку». Также он вошел в символическую сборную.
В 2019 году вместе со сборной выступал на молодёжном чемпионате мира в Польше. Скотт принял участие в трёх играх. В матче ⅛ финала со сборной Франции пропустил два мяча, но американцы смогли победить со счётом 3:2. Сборная дошла до четвертьфинала, где уступила Эквадору.

## Достижения

### Командные
«Коламбус Крю 2»
- Чемпион MLS Next Pro: 2022

«Коламбус Крю»
- Обладатель Кубка MLS: 2023

Лос-Анджелес Гэлакси
- Обладатель Кубка MLS: 2024
- Победитель Западной конференции MLS: 2024

 США (до 20)
- Победитель молодёжного чемпионата КОНКАКАФ: 2018

### Личные
- Лучший вратарь молодёжного чемпионата КОНКАКАФ: 2018